# Sanna 11–22
Sanna 11-22 – pierwszy album kompilacyjny szwedzkiej piosenkarki Sanny Nielsen, wydany 7 marca 2007 przez wytwórnię Lionheart International.
Album składa się z czternastu kompozycji. Nazwa płyty odnosi się do umieszczonych na niej utworów, które zostały nagrane pomiędzy 11 a 22 rokiem życia artystki. Wydawnictwo było notowane na 19. miejscu na oficjalnej szwedzkiej liście sprzedaży.

## Lista utworów
Opracowano na podstawie materiałów źródłowych.
1. „Vågar du, vågar jag” – 3:04
2. „Surrender” – 3:11
3. „Loneliness” – 3:10
4. „Nära mig” – 3:52
5. „Rör vid min själ” – 4:03
6. „Koppången” – 3:16
7. „Du och jag mot världen” (i Fredrik Kempe) – 3:02
8. „Hela världen för mig” – 3:02
9. „Där bor en sång” – 3:15
10. „I går, i dag” – 2:51
11. „Time to Say Goodbye” – 4:13
12. „Till en fågel” – 3:15
13. „En gång när jag blir stor” – 3:00
14. „Änglafin” – 2:53

Całkowita długość: 46:07

## Notowania

### Pozycja na liście sprzedaży
| Kraj    | Lista sprzedaży (2007) | Najwyższa pozycja |
| ------- | ---------------------- | ----------------- |
| Szwecja | Sverigetopplistan      | 19                |